# Condado de Franklin (Nova Iorque)
O Condado de Franklin é um dos 62 condados do Estado americano de Nova Iorque. A sede do condado é Malone, e sua maior cidade é Tupper Lake. O condado tem uma área de 4396 km²(dos quais 171 km² estão cobertos por água), uma população de 51 134 habitantes, e uma densidade populacional de 12 hab/km² (segundo o censo nacional de 2000). O condado foi fundado em 1808 e recebeu o seu nome em homenagem a Benjamin Franklin (1706–1790), polímata, estadista, cientista e editor, e um dos Pais Fundadores dos Estados Unidos.

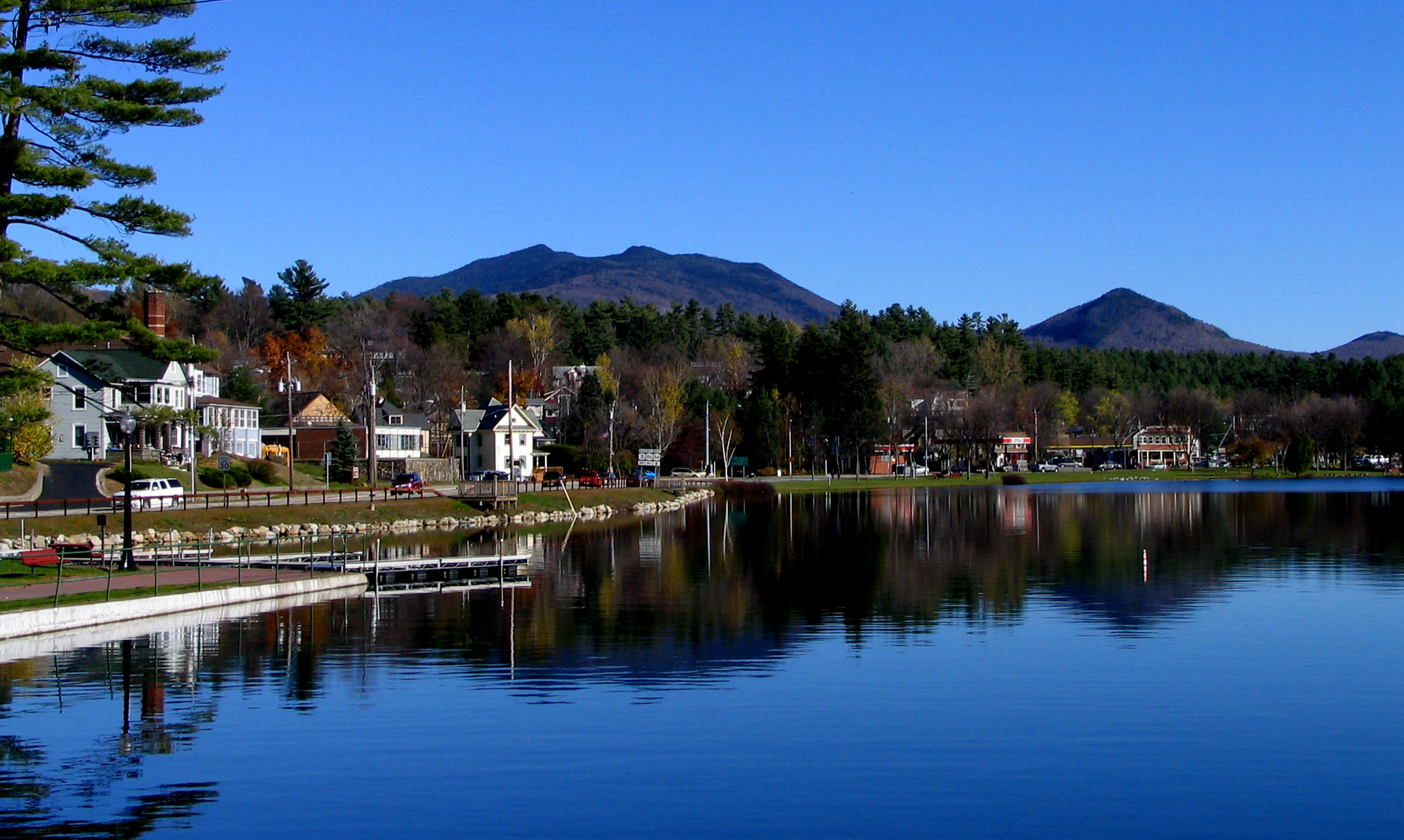
O lago Saranac.